# Marga Clark
Margarita Gil Navarro, conocida como Marga Clark (Madrid, 1944) es una poeta, escritora y artista fotógrafa española. En 2008 recibe el Premio Francisco de Quevedo de la Villa de Madrid por su poemario El olor de tu nombre.En el campo de la fotografía en 2016 reúne toda su obra en la exposición antológica, Cosmogonía (1976-2016), que representa su universo creativo.  

## Biografía
Marga Clark nació en 1944, una época en la que España estaba saliendo de los horrores de la Guerra Civil, una época marcada por los silencios sociales y familiares, sensaciones que posteriormente serán parte constante en su obra, una introspección que trasciende lo personal.
En Madrid acude al Colegio del Sagrado Corazón. En 1963 obtiene la beca Margaret Cage para cursar estudios universitarios en el Bennett College de Millbrook (Nueva York). Radicada en la ciudad de Nueva York continúa su formación en el Hunter College donde se gradúa en Cine y Teatro. En 1976 obtiene además el diploma de "Bachelor of Arts".
Amplía su formación en el Centro Internacional de Fotografía (ICP), y en 1978 asiste al curso “Psicología del Retrato” con el gran maestro de fotografía Philippe Halsman.
En 1993-94 obtiene la beca de fotografía en la Academia Española de Historia, Arqueología y Bellas Artes en Roma.
En su familia Clark encontró referentes literarios y artísticos como, la dibujante y escultora, Marga Gil Roësset, la escritora Consuelo Gil Roësset, la pintora María Roësset Mosquera o  Marisa Roësset Velasco, todas pertenecientes a la Generación del 27 en España.
Este entorno familiar le llevó a desarrollar una temprana inquietud artística que con el paso del tiempo, la formación, el tesón y la sensibilidad la convertiría en una poeta y fotógrafa de referencia en el mundo cultural internacional.

## Trayectoria

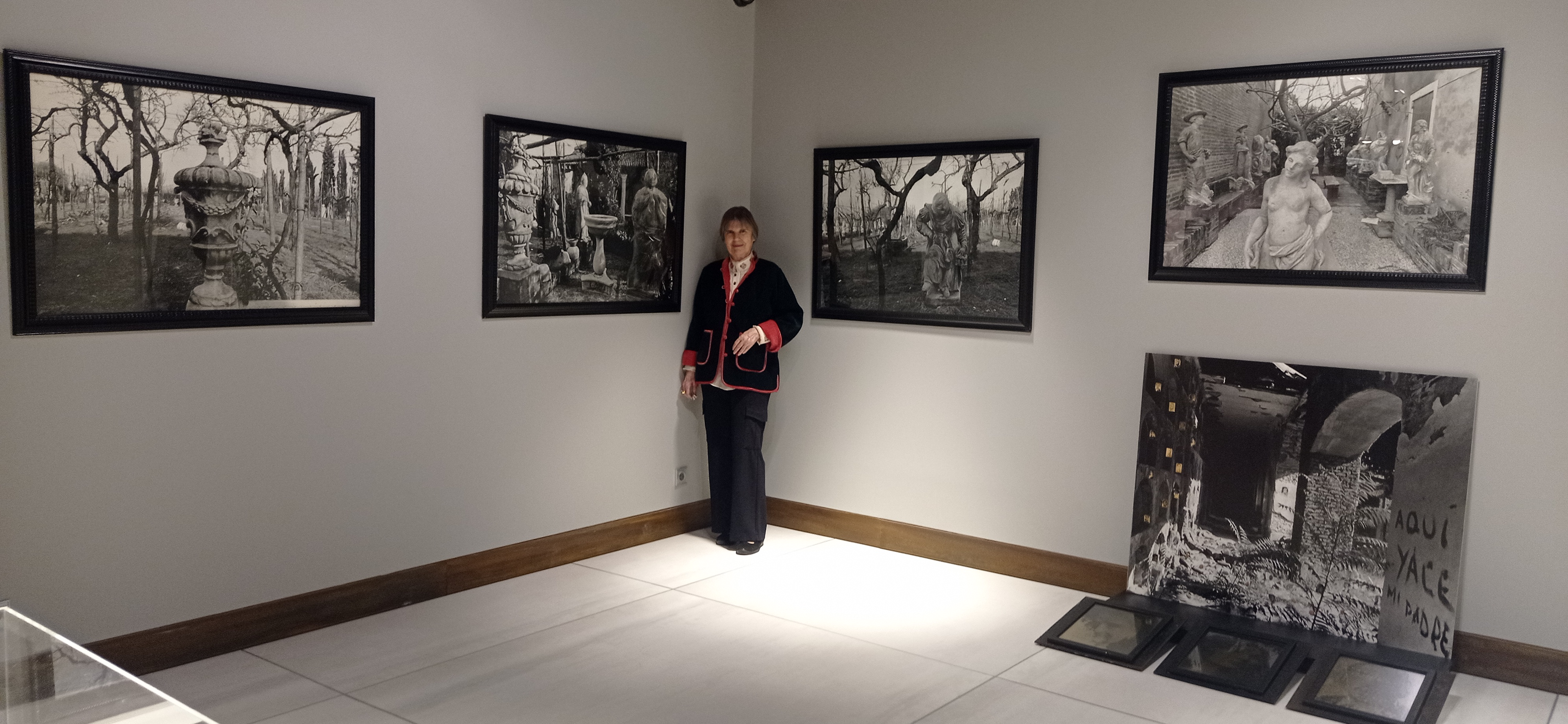
Marga Clark en su estudio, Madrid 2024

Tras completar sus estudios en Estados Unidos, Marga Clark se adentró en el mundo de la fotografía, combinándolo con su amor por la palabra escrita. La influencia del surrealismo y de los maestros de la fotografía como, Man Ray y Philippe Halsman, y su profundo interés por la poesía mística, configurarán el marco inicial de su obra. 

Como escribe de ella Elena Calabrese en Vida En Digital,VED magazine:  
En la fotografía de Marga Clark, la luz y la sombra no son meras herramientas técnicas, sino metáforas que dialogan con el espectador. Sus composiciones, a menudo cargadas de simbolismo, trascienden la mera representación para convertirse en una exploración de lo intangible. Desde sus primeros trabajos, quedó claro que Clark no buscaba retratar la realidad objetiva, sino capturar la esencia poética de aquello que observaba. 
Sus primeros trabajos en fotografía tienen que ver con el fotorreportaje y los retratos de estudio. Desde 1978 a 1982 consiguió el puesto de fotógrafa oficial de la Oficina Española de Turismo en Nueva York donde tuvo la oportunidad de retratar a importantes personalidades del mundo de la política y la cultura. Plácido Domingo, José Carreras, Adolfo Suárez, Felipe González, Enrique Tierno Galván, Pilar Miró, Fernando Botero, Truman Capote, Bill Paley, Dustin Hoffman, Paul Newman, entre otros muchos fueron retratados por Marga Clark en este periodo. 

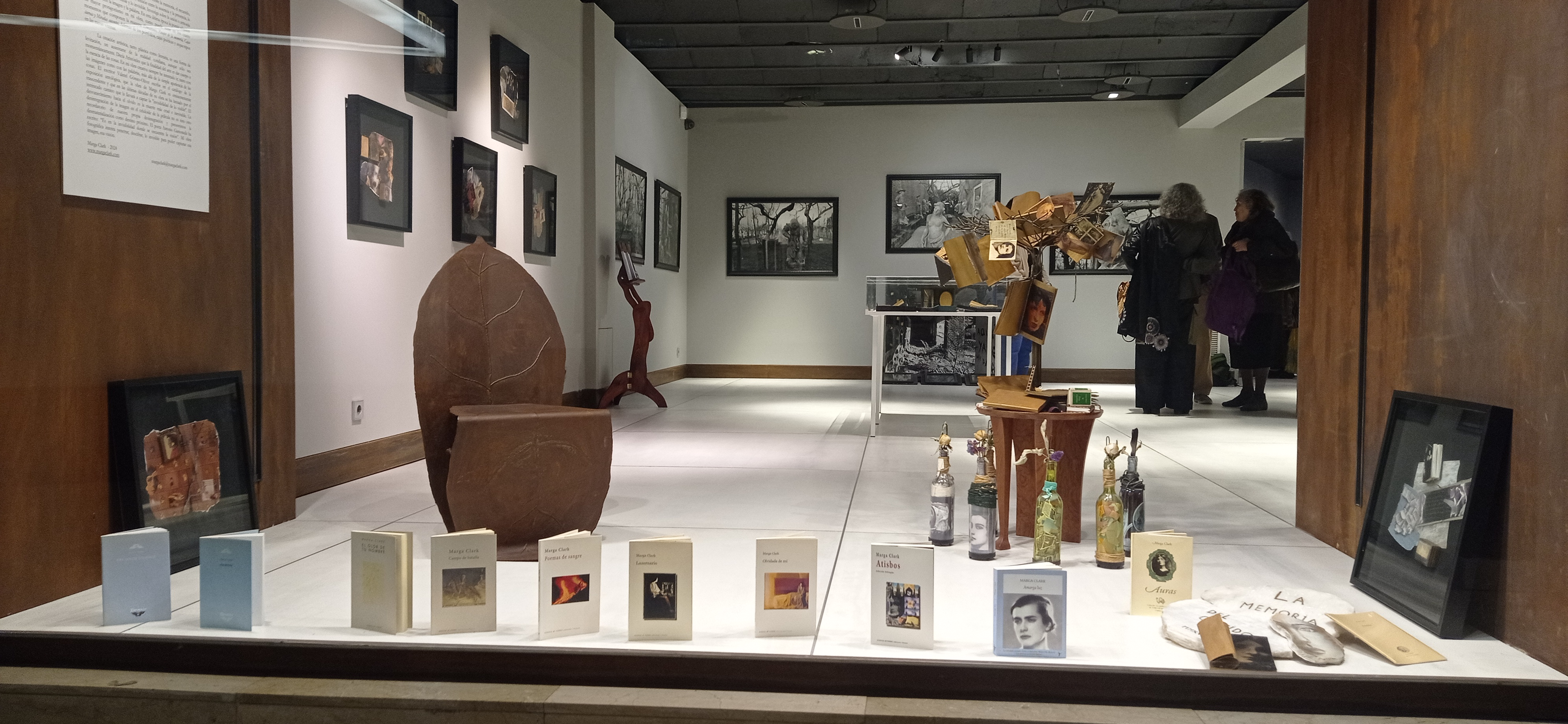
Estudio de Marga Clark. Instantáneas del alma. 2024

Precisamente en la Galería de la Oficina Española de Turismo de Nueva York inaugura su primera exposición individual en 1980. Madrid, Bogotá, Barcelona, Zaragoza y Valencia serán otras ciudades que visite su obra en los años siguientes. En 1983 se inicia su presencia en exposiciones colectivas como la Fotografía actual de España en el Círculo de Bellas Artes de Madrid, en la Biblioteca Nacional de Atenas y en la Real Academia de Bellas Artes de San Fernando en Madrid. Entre las exposiciones itinerantes en las que participa destacan: New Traditions, que viajó por los principales museos en EE. UU, desde 1986 hasta 1991, y Artistas Españolas en Europa, que se mostró en importantes museos europeos en los años 1989-1991.
En 2024 en la exposición Instantáneas del alma  ha reunido obras que versan sobre la memoria, el olvido y la muerte. Los cuatro momentos que componen la  muestra se corresponden con: Evocaciones, Pasajes de la memoria, Cajas áureas y Miradas ausentes.
La televisión pública española TVE 2 ha presentado en su programa cultural Metropólis la obra y trayectoria de Marga Clark en los años 1985 y 2025, y en el programa La hora cultural en 2016.

## Obra literaria y fotografía
De estas experiencias artísticas, gracias a la que Marga Clark va desarrollando y ampliando su obra, nace su primer libro de fotografía Static Movement/Movimiento Estático, que fue adquirido por el MoMA de Nueva York para su librería.

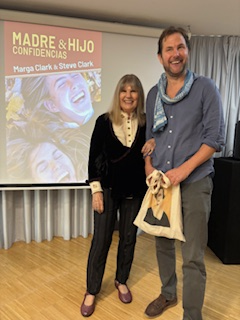
Marga Clark y Steve Clark en la presentación del libro en el Círculo de Bellas Artes de Madrid. 6 de junio de 2025

A finales de los años 80 empieza a incorporar en su obra fotográfica una serie de poemas que culmina en 1989 con, De Profundis, un portfolio (bibliófilo) de fotografías y poemas. 
En 1991 publica Impresiones Fotográficas, un libro de ensayo sobre lenguaje fotográfico. Como resultado de este trabajo imparte conferencias y talleres en diversas universidades españolas.
Desde la década de los 80 colabora con varios medios de comunicación como Diario 16, El País o La Vanguardia cubriendo como reportera gráfica diversos tema de índole nacional e internacional, además de escribir algunos artículos periodísticos y de entrevistar y fotografiar a personajes de actualidad como el tenor José Carreras o el escultor Fernando Botero.
A lo largo de su carrera ha expuesto su obra fotográfica en una veintena de muestras individuales y otras tantas colectivas en América y Europa. Destacan sus siete participaciones en ARCO y en las principales galerías de arte como Spectrum Sotos, Visor, Kowasa o Juana Mordó, entre otras.
Además, parte de su obra se encuentra expuesta de modo permanente en colecciones como la del Museo de Brooklyn de Nueva York, la Biblioteca Nacional de Francia, el Museo Español de Arte Contemporáneo de Madrid, la Collecció Testimoni de la Caixa de Barcelona, la Sociedad Estatal para Exposiciones Internacionales, la Fundación Telefónica o la Colección Helga de Alvear.
En 1999 publica su poemario titulado Del sentir invisible con el que revela al público su otra gran pasión: la poesía. Su cuarto libro de poemas El olor de tu nombre fue galardonado en 2008 con el "Premio Francisco de Quevedo" de la Villa de Madrid. Ha formado parte de diversas antologías poéticas y participado en numerosos festivales de poesía nacionales e internacionales
En 2002 publica su novela Amarga luz, un testimonio novelado sobre su tía, la genial dibujante y escultora Marga Gil Roésset (1908-1932), y será reeditada en 2011 por la editorial Funambulista. En 2015 escribe la semblanza biográfica, Mi tía Marga: Reivindicación de una memoria, que abre el libro, Marga, publicado por la Fundación José Manuel Lara.
En 2016 reúne en Cosmogonía cuatro décadas de su trabajo artístico, fotográfico y poético. Esta exposición se inauguró en la Fundación Antonio Pérez de Cuenca y en el Museo de la Fotografía (FAP) de Huete (Cuenca) en octubre de 2016. El proyecto de Marga Clark es promover una itinerancia de esta exposición antológica a nivel nacional e internacional.
En 2025 publicaciones la obra Madre & Hijo. Confidencias. Presentado con una lectura teatralizada entre madre e hijo en el Círculo de Bellas Artes de Madrid. 6 de junio de 2025. Se trata de la correspondencia epistolar entre madre e hijo.

## Exposiciones Individuales
- Instantáneas del alma. Madrid, 2024.[5]

- El soplo de lo invisible. Episcopio de Ávila. Junio, 2018
- Cosmogonía. Museo de Fotografía y Fundación Antonio Pérez. Cuenca. 2016[11]
- Auras Áureas. Galería Edurne, El Escorial. 2013
- Galería Fotodelux, Lérida. 2005
- Galería Spectrum Sotos, Zaragoza. 2004[12]
- Galería Teresa Cuadrado, Valladolid. 2004[13]
- Diputación de Córdoba. 2004
- Galería Kowasa, Barcelona. 2003
- Primavera Fotográfica. Alter Ego, Barcelona. 1998[14]
- Galería Ad Hoc, Vigo. 1994
- Antiguo Convento de las Carmelitas, Cuenca. 1992
- Galería Visor, Valencia. 1992[15]
- Monasterio de Veruela, Zaragoza. 1991
- Galería Spectrum, Zaragoza. 1989
- Sala de Arte Nicanor Piñole, Gijón. 1989
- Galería Juana Mordó, Madrid. 1988
- Galería Madrid Express, Madrid. 1985
- Caja de Ahorros, Ceuta. 1983
- Galería San Diego, Bogotá, Colombia. 1982
- Galería Spectrum Canon, Barcelona. 1982
- Galería Redor, Madrid. 1981
- Galería de Arte de la ONET, Nueva York. 1980

## Exposiciones colectivas (selección)
- ARCO. Ministerio de Cultura. 2008
- Casa Decor. Madrid. 2008
- Miradas de mujer. Museo de Arte Contemporáneo Esteban Vicente, Segovia. 2005
- ARCO. Stand de la galería Spectrum Sotos, Zaragoza. 2005
- Tan mortales. Casa Elizalde.  Barcelona. 2005
- Tan mortales. Torremuntadas. El Prat de Llobregat. 2005
- Locus Naked. Primavera Fotográfica, Barcelona. 2002
- 100 Artistas con Sileno. Columela, Madrid. 2001
- Twins Towers - New York. Sanzspace, Madrid. 2001
- Flor de fuego. Círculo de Bellas Artes, Madrid. 2000[16]
- ARCO. Stand de la galería Spectrum Sotos de Zaragoza. 2000[17]
- Set x Set. Pati Llimona, Barcelona. 1997
- Menjar i Veure. Alter Ego, Barcelona. 1997
- La Fotografía y los Coleccionistas. Madrid. 1997
- ARCO. Stand de la galería Ad Hoc de Vigo. 1996
- Flor de Fuego, Evocació del món maia. Palau Marc, Generalidad de Cataluña, Barcelona. 1996
- Sette artisti Spagnoli a Roma. Galería Cervantes, Roma. 1996
- "Rip Arte". Encuentro Internacional de Arte Contemporánea, Roma. 1996
- Becarios de la Academia Española en Roma (1993-1994). La Real Academia de Bellas Artes de San Fernando, Madrid. 1994
- 10 Fotógrafas/50 Retratos. Fundación Arte y Tecnología, Madrid. 1994
- Mujeres. Tarazona Foto. Claustro de la Catedral, Tarazona. 1994
- Accademia Spagnola di Storia, Archeologia e Belle Arti,Roma. 1994
- Zapatos de Artista. Fundación Joan Miró, Mallorca. 1994
- Visioni del Corpo. La Societa Lunare, Roma. 1994
- IL Messe della Fotografía a Roma. II Rassegna Internazionale di Arte Fotográfica. Accademia Delle Arti e Nuove Tecnologie. 1994
- ARCO. Stand de la galería Lluc Fluxá de Palma de Mallorca. 1994
- ARCO. Stands de las galerías Spectrum de Zaragoza y Visor de Valencia. 1993
- El Teléfono y la Fotografía. Fundación Arte y Tecnología, Telefónica S.A. 1993
- ARCO. Stand de la Galería Spectrum de Zaragoza. 1992
- Afoto verano 92. Galería Masha Prieto, Madrid. 1992
- Fragmentos. Alcalá de Henares. 1992
- New Traditions, exposición itinerante por museos en EE. UU. 1986-1991
- Artistas Españolas en Europa, exposición itinerante por museos en Europa. 1989-1991
- La Caixa, "Collecció Testimoni", Barcelona. 1988
- Casa de España, Nueva York. 1988
- Museo Español de Arte Contemporáneo, Madrid. 1986
- Galería Moriarty, Madrid. 1985
- Biblioteca Nacional, Atenas, Grecia. 1984
- Fotografía actual en España, Círculo de Bellas Artes, Madrid. 1983

## En colecciones permanentes
- Museo Español de Arte Contemporáneo, Madrid.
- Brooklyn Museum, Brooklyn, New York.
- Archive Historico Delle Arti Cont. de la Biennale de Venecia.
- Bibliotheque Nationale de Paris.
- Collecció Testimoni, La Caixa, Madrid.
- Colección Helga de Alvear.
- Banco de Bilbao, New York.
- Fundación Arte y Tecnología, Telefónica, S.A.
- Sociedad Estatal para Exposiciones Internacionales (S.E.E.I.).

## Libros de fotografía
- Static Movement/Movimiento Estático. Fotografías en blanco y negro con prólogo de Román Gubern. J. Soto, Madrid. Con la colaboración del Banco de Bilbao de Londres y Nueva York. 1985.
- Agua. Fotografías en blanco y negro con textos de María Zambrano; Canal de Isabel II,  Madrid. 1991

## Libros de poesía
- Atisbos, Huerga y Fierro editores, Madrid. 2021
- Poemas de sangre. Huerga y Fierro editores, Madrid. 2018
- Olvidada de mí. Huerga y Fierro editores, Madrid. 2014
- Luzernario. Huerga y Fierro editores, Madrid. 2012.
- Campo de batalla. Huerga y Fierro editores, Madrid. 2010[18]
- Amnios. Olifante ediciones de poesía, Madrid. 2009[19][20]
- El olor de tu nombre. Huerga y Fierro editores, Madrid. 2007[2][21][22][23][24]
- Pálpitos.  Colección DEVENIR, Ed. Juan Pastor, Madrid. 2002[25][26]
- Auras. Poemas y fotografías de la colección: La piedra que habla, El Toro de Barro, Cuenca. 2001.[27][28]
- Del sentir invisible. Colección DEVENIR, Ed. JuanPastor, Madrid. 1999[29][30][31][32][33][34][35][36]

## Antologías
- Huerga y Fierro editores. Poéticas del origen. Edición de Jaime D. Parra. Madrid, 2019
- LietoColle.  QUADERNARIO. Almanacco di poesía contemporánea 2015, a cura di Maurizio Cucchi. ATISBOS (BARLUMI), traducción por Roberta Buffi, (Págs. 88-111), Faloppio (Como, Italia) 2015.
- Amargord Ediciones. Alquimia del fuego, Antología de poesía, prosa poética microrrelato. Pálpito del fuego, una imagen y cinco poemas, (Págs. 345-347). Madrid, 2014.
- Vaso roto Ediciones. Un árbol de otro mundo, En homenaje a Antonio Gamoneda.  Tú palabra (Pág. 101), España-Mexico, 2011.
- Diputación Provincial de Málaga. Atreverse a saber. Antología poética y homenaje a José luis Giménez-Frontín. Edición de Jesús Aguado y J.A. Cilleruelo, (Págs. 87-89), Málaga, 2010.
- Sial Ediciones. Erato bajo la piel del deseo. Antología de poesía erótica. Edición de Pura Salceda,  (Págs. 119-124), Madrid, 2010.
- Intelibooks Publishers (Oakland California). The other poetry of Barcelona. Antología de 17 mujeres poetas en inglés, catalán y español. (Págs. 51-54). A cargo de Carlota Caulfield y Jaime Parra.  2004.
- Universidad de Cádiz (Publicaciones). Ilimitada voz. Antología de poetas españolas, 1940-2002. (Págs. 215-216). A cargo de José María Balcells, Cádiz, 16/7/2003.
- Libros del innombrable. Las poetas de la búsqueda. Antología de 16 poetas, a cargo de Jaime D. Parra. (Págs. 61-68), Zaragoza, 12/2002.

## Libros de bibliófilo
- Flor de Fuego. Textos y fotografías de M. Clark; poesías y dibujo de Valentí Gómez-Oliver. J. S. ediciones, Madrid. 1996.
- Chiaroscuro. Carpeta de fotografías con poemas de Alejandra Pizarnic; coedición con Julio Ollero, Madrid. 1993.
- De Profundis.  Carpeta de fotografías y poemas; coedición con Carlos Manzano, Madrid. 1989.

## Libros de Ensayo
- Impresiones Fotográficas: El universo actual de la representación. Julio Ollero e Instituto de Estética y Teoría de las Artes, Madrid. 1991

## Novela
- Amarga Luz. CIRCE Ediciones, Barcelona. 2002. (Reeditado en 2011 por Funambulista en Madrid)[37][38]

## Traducciones
- From the ashes / Desde las cenizas. Steve Clark. Huerga y Fierro editores, Madrid. 2010